# Displasia ventricolare destra aritmogena
La displasia ventricolare destra aritmogena (ARVD), nota anche come cardiomiopatia ventricolare destra aritmogena (ARVC), è una malattia genetica del cuore, a patogenesi non-ischemica, che coinvolge principalmente il ventricolo destro. È caratterizzata da aree ipocinetiche a livello della parete libera del ventricolo destro o di entrambi i ventricoli, in cui il tessuto muscolare (miocardio) è sostituito da tessuto fibroso o fibro-adiposo.

## Quadro clinico
L'ARVD è un'importante causa di aritmie ventricolari nei bambini e nei giovani. Pare essere predominante nei maschi e ha una distribuzione familiare.
La trasmissione della malattia è talvolta su base ereditaria recessiva.
A questa prima fase asintomatica fa seguito la comparsa di aritmie ventricolari, come le tachicardie ventricolari non sostenute e poi sostenute. Compare inoltre anche il blocco di branca.
Nelle fasi più tardive insorgono segni e sintomi di insufficienza cardiaca, come edema delle estremità. Con il tempo, il ventricolo destro risulta sempre più colpito, ma nelle fasi terminali vi è frequente compromissione anche del ventricolo sinistro. Segni e sintomi del coinvolgimento ventricolare sx comprendono insufficienza cardiaca congestizia, fibrillazione atriale e un'aumentata incidenza di infarti e ictus.
I sintomi (e dunque la malattia) si aggravano con l’attività fisica.

## Considerazioni genetiche
È generalmente trasmessa come carattere autosomico dominante ma in certe forme anche come autosomico recessivo. La penetranza è mediamente del 25%. Sette loci genici sono stati individuati come responsabili della ARVD di cui il più comune è il gene per la placofillina2.
Recentemente alcuni studi hanno suggerito che mutazioni nel gene della desmina potrebbero causare ARVD. Tuttavia, circa il 50% delle famiglie che manifestano ARVD e che si sottopongono a screening genetici, non mostrano alcun linkage con nessuno dei loci cromosomici attualmente noti. Non risulta chiaro se la patogenesi varia con differenti loci genetici coinvolti. Una indagine genetica standard non è attualmente disponibile, ma sono in corso studi per svilupparne.
I geni e i loci coinvolti sono:
| Type   | Gene   | Locus        |
| ------ | ------ | ------------ |
| ARVD1  | TGFB3  | 14q23-q24    |
| ARVD2  | RYR2   | 1q42-q43     |
| ARVD3  | ?      | 14q12-q22    |
| ARVD4  | ?      | 2q32.1-q32.3 |
| ARVD5  | TMEM43 | 3p23         |
| ARVD6  | ?      | 10p14-p12    |
| ARVD7  | ?      | 10q22.3      |
| ARVD8  | DSP    | 6p24         |
| ARVD9  | PKP2   | 12p11        |
| ARVD10 | DSG2   | 18q12.1-q12  |
| ARVD11 | DSC2   | 18q12.1      |
| ARVD12 | JUP    | 17q21        |

## Malattia di Naxos
La malattia di Naxos è una variante autosomica recessiva della ARVD, descritta inizialmente nell'isola greca di Naxos. Qui, la penetranza supera il 90%. Coinvolge geni che codificano per la placoglobina, una proteina implicata nell'adesione cellulare, mappata sul cromosoma 17p. La malattia di Naxos è descritta come triade della ARVD, cheratosi palmoplantare e capelli lanosi. I segni della malattia di Naxos risultano più gravi di quelli della ARVD autosomica recessiva.

## Incidenza
L'incidenza della ARVD è di circa 1/10000 casi nella popolazione degli Stati Uniti, benché alcuni studi abbiano suggerito che possa essere di 1/1000 casi. 
La ARVD rende conto del 17% di tutte le morti cardiache giovanili, e In Italia l'incidenza raggiunge i 40/10000 casi, rendendola la principale causa di morte cardiaca improvvisa nei giovani. Nel nostro Paese, il 45% dei casi è concentrato in Veneto ed il 35% in Emilia-Romagna, con un picco di 30 casi ogni 1 000 abitanti nella provincia veneta di Rovigo: la malattia è quindi considerata la principale minaccia di decesso improvviso per le popolazioni della bassa Pianura Padana.
Questa maggiore prevalenza nel Nord-Est Italia può essere attribuita a fattori genetici e ambientali, compresi specifici fattori epigenetici che influenzano l'espressione della malattia.

## Segni e sintomi
Fino all'80% degli individui affetti presenta sincopi e morte cardiaca improvvisa. Il paziente si presenta di frequente con perdita dei sensi immotivata e altri problemi legati a tachicardia ventricolare. 
I sintomi sono generalmente legati all'esercizio fisico. Nelle popolazioni dove lo screening per la cardiomiopatia ipertrofica non è obbligatorio per gli atleti agonisti, l'ARVD è causa comune di morte cardiaca improvvisa. 
Questi segni clinici di ARVD si manifestano generalmente durante l'infanzia; tuttavia segni sono stati dimostrati anche nei neonati.

## Patogenesi
La patogenesi della ARVD è per lo più sconosciuta. L'apoptosi (morte cellulare programmata) sembra giocare un ruolo fondamentale. Non è chiaro però perché solo un ventricolo risulti coinvolto. 
Il processo evolutivo della malattia inizia nella regione subepicardica e si porta verso la superficie endocardica, causando coinvolgimento transmurale (rendendo conto probabilmente della dilatazione del ventricolo destro). Il miocardio residuo è confinato nella regione subendocardica e a livello delle trabecole del ventricolo dx. Queste trabecole possono risultare ipertrofiche.
Una dilatazione aneurismatica si osserva nel 50% dei casi autoptici. Generalmente avviene nelle regioni diaframmatica, apicale e infundibolare (il cosiddetto triangolo della displasia). Il ventricolo sinistro è coinvolto nel 50-67% dei casi; nel caso in cui lo sia, è segno di prognosi infausta.
Vi sono due schemi di infiltrazione nell'ARVD:
Infiltrazione adiposa
L'infiltrazione adiposa è confinata al ventricolo destro. Questa causa sostituzione parziale o totale del miocardio con tessuto adiposo senza assottigliamento della parete. Colpisce principalmente le regioni apicale e infundibolare del ventricolo dx. 
Il ventricolo sinistro e il setto interventricolare sono di solito risparmiati. Non sono evidenti infiltrati infiammatori. Esiste un'evidenza di degenerazione miocitica e morte nel 50% dei casi di infiltrazione adiposa.
Infiltrazione fibro-adiposa
Questa infiltrazione implica la sostituzione di miociti con tessuto fibro-adiposo. Un miocardite riparativa è evidente nei 2/3 dei casi, con infiltrati infiammatori (principalmente linfociti T). L'atrofia miocardica è causata da danno tissutale e apoptosi. Questo causa assottigliamento  del ventricolo destro (a meno di 3 mm di spessore); i miociti sono sostituiti da tessuto fibro-adiposo. Le regioni preferenzialmente colpite sono il tratto di afflusso del ventricolo destro, il tratto di efflusso e l'apice. Tuttavia, può essere coinvolta anche la parete libera del ventricolo sinistro. Il coinvolgimento del setto interventricolare è raro. Le zone colpite sono soggette alla formazione di aneurismi.

## Aritmia ventricolare

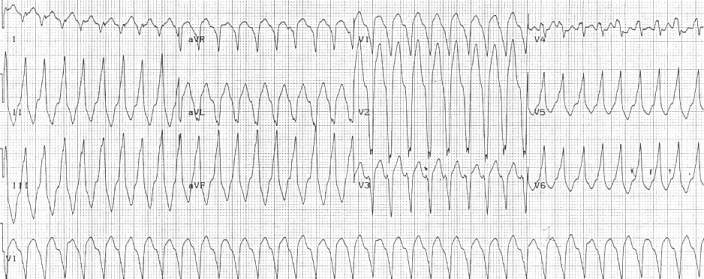
Tachicardia ventricolare monomorfa

L'aritmia ventricolare tipicamente origina da ventricolo destro affetto. I tipi di aritmia vanno da complessi ventricolari prematuri (PVC) a tachicardia ventricolare  fino a fibrillazione ventricolare. Mentre il fattore scatenante l'aritmia ventricolare non è chiaro, pare che possa essere causato da attività di innesco e da rientro. 
Le aritmie ventricolari sono di solito legate all'esercizio fisico, suggerendo una certa sensibilità alle catecolamine. I battiti ventricolari hanno tipicamente una deviazione assiale destra. Una morfologia multipla dell'aritmia ventricolare può essere presente nello stesso individuo, suggerendo dei foci aritmogenici multipli. 
La tachicardia del tratto di efflusso del ventricolo dx è la più comune tachicardia ventricolare osservata in pazienti con ARVD. In tal  caso, l'ECG mostra un blocco di branca sinistro.

## Diagnosi differenziale
La diagnosi differenziale di ARVD include:
- Malattia cardiaca congenita
  - tetralogia di Fallot riparata
  - anomalia di Ebstein
  - anomalia di Uhl
  - difetto del setto interatriale
  - ritorno venoso anomalo parziale
- Malattia cardiaca acquisita
  - malattia della valvola tricuspide
  - ipertensione polmonare
  - infarto ventricolare destro
  - tachicardia da rientro di branca
- Patologie varie
  - tachicardia idiopatica
  - sindrome da pre-eccitazione ventricolare

## Test clinici
I test per la diagnosi della ARVD includono elettrocardiogramma (ECG), ecocardiografia, angiografia ventricolare e risonanza magnetica cardiaca (MRI cardiaca).

### Elettrocardiogramma
Il 90% degli individui affetti da ARVD hanno una qualche anomalia dell'ECG, la più comune delle quali è l'inversione di T nelle derivazioni V1 e V3. Tuttavia, non si tratta di un reperto specifico e può essere considerato normale come variante nel blocco di branca destro, nelle donne e in bambini di età inferiore a 12 anni. 
Il blocco di branca destro è di per sé comune negli individui affetti da ARVD. Può essere causato da ritardata attivazione ventricolare più che da un'anormalità intrinseca della branca destra.

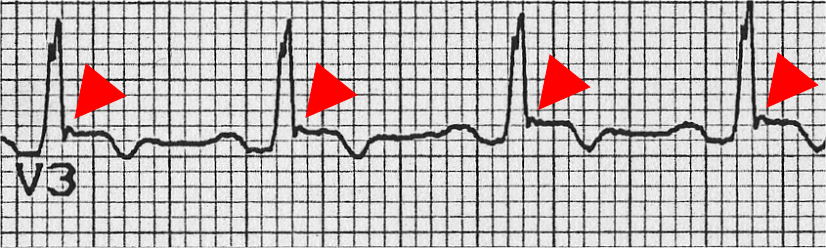
ECG che evidenzia l'onda epsilon

L'onda epsilon è un reperto presente nel 50% dei casi; viene descritta come una coda terminale del complesso QRS ed è causata da rallentata conduzione intraventricolare.
L'ectopia ventricolare osservata su un elettrocardiogramma di superficie è tipico della morfologia della branca destra, con un asse QRS di -90 fino a + 110 gradi. L'origine dei battiti ectopici è generalmente in una delle tre zone del triangolo delle displasia: il tratto di efflusso del ventricolo dx, il tratto di afflusso e l'apice ventricolare dx.

### ECG mediato del segnale
L'ECG mediato del segnale (noto anche come "potenziale del ritardo ventricolare VLP") viene utilizzato per la ricerca di potenziali tardivi e onde epsilon negli individui affetti.

### Ecocardiografia
L'ecocardiografia può rivelare un ventricolo destro ipocinetico, con parete libera assottigliata ("a foglio di carta"). La dilatazione del ventricolo dx causa dilatazione dell'anello tricuspidale, con conseguente "rigurgito tricuspidale". Può essere presente il "setto paradosso" (movimento paradosso del setto interventricolare).

### Risonanza magnetica cardiaca (MRI cardiaca)
L'infiltrazione adiposa della parete libera del ventricolo dx può essere visibile con la RM cardiaca. Il grasso presente presenta un'aumentata intensità nelle immagini pesate T1. Tuttavia, risulta difficoltoso distinguere lo strato adiposo intramiocardico da quello epicardico comunemente presente in un cuore normale. Inoltre, può non essere distinguibile la regione sub-tricuspidale dal solco atrioventricolare, ricco di grasso. 
L'RM cardiaca è in grado di visualizzare l'assottigliamento e l'acinesia della parete libera ventricolare, pur non risultando una metodica di indagine sensibile, a causa della normale sottigliezza della parete libera.

### Angiografia ventricolare destra
L'angiografia ventricolare è considerata la metodica d'elezione per la diagnosi della ARVD. Reperti frequenti negli affetti da ARVD sono un rigonfiamento acinetico o discinetico localizzato nelle regioni infundibolare, apicale e subtricuspidale del ventricolo. La specificità arriva al 90%.

### Biopsia ventricolare destra
La biopsia endomiocardica del ventricolo dx può essere altamente specifica, ma ha bassa sensibilità. Falsi positivi includono altre condizioni con infiltrazione adiposa del ventricolo, come abuso cronico d'alcol, distrofia muscolare di Duchenne o di Becker. 
Falsi negativi sono comuni a causa del tipico progredire della malattia, dall'epicardio all'endocardio, e della sua natura segmentale. 
Inoltre, a causa dell'estrema sottigliezza della parte libera ventricolare, il prelievo bioptico viene ottenuto dal setto interventricolare, che in genere è risparmiato dalla malattia. 
Un prelievo bioptico indicativo di ARVD avrebbe grassi <3%, tissuto fibroso >40% e miociti <45%.

### Autopsia
Un'indagine post-mortem che dimostri totale sostituzione del miocardio del ventricolo dx con tessuto fibroso o fibro-adiposo è indicativo di ARVD.

## Criteri diagnostici
Non c'è una caratteristica patognomonica di ARVD. La diagnosi è basata sulla combinazione di criteri diagnostici maggiori e minori. Per una diagnosi di ARVD sono necessari 2 criteri maggiori oppure 1 criterio maggiore associato a 2 minori oppure 4 criteri minori.

### Criteri maggiori
- Disfunzione ventricolare destra
  - Dilatazione grave e riduzione della frazione di eiezione del ventricolo dx con lieve o senza coinvolgimento del ventricolo sx
  - Aneurisma localizzato al ventricolo dx
  - Dilatazione segmentale grave del ventricolo dx
- Caratterizzazione tissutale
  - Sostituzione fibro-adiposa del miocardio all'esame bioptico dell'endomiocardio
- Anomalie di conduzione
  - Onda epsilon presente in V1-V3
  - Allungamento (>110 ms) localizzato nel complesso QRS in V1-V3
- Storia familiare
- Conferma di malattia familiare all'esame autoptico o chirurgico

### Criteri minori
- Disfunzione ventricolare destra
  - Leggera dilatazione generale del ventricolo dx e ridotta frazione d'eiezione con ventricolo sx nella norma.
  - Leggera dilatazione segmentale del ventricolo dx
  - Ipocinesia regionale del ventricolo dx
- Anomalie di conduzione
  - Inversione di T nelle derivazioni V2 e V3 in paziente con più di 12 anni d'età, in assenza di blocco di branca destro
  - Potenziali tardivi all'esame ECG mediato del segnale
  - Tachicardia ventricolare con morfologia di blocco di branca sinistro
  - Frequenti "contrazioni ventricolari premature" (>1000 nelle 24 ore)
- Storia familiare
  - Storia familiare di morte cardiaca improvvisa in individui con meno di 35 anni
  - Storia familiare di ARVD

## Cura
Scopo della cura della ARVD è la diminuzione dell'incidenza della morte cardiaca improvvisa. Ciò pone un problema clinico: quale trattamento profilattico effettuare su un paziente asintomatico positivo agli screening familiari. 
Un certo sottogruppo di individui viene considerato ad alto rischio di morte cardiaca improvvisa. Le caratteristiche associate a morte cardiaca improvvisa includono:
- Giovane età
- Attività sportiva agonistica
- Storia familiare grave
- Estesa malattia ventricolare con riduzione della frazione di eiezione ventricolare dx
- Coinvolgimento ventricolare sx
- Sincope
- Episodi di tachicardia ventricolare
- Sesso maschile

La terapia opzionale include trattamento farmacologico, chirurgico, ablazione con catetere e impianto di un defibrillatore-cardioversore. Il defibrillatore viene destinato a tutti i pazienti rianimati da un arresto cardiaco e, in prevenzione primaria, in pazienti che hanno già presentato sincope, aritmie ventricolari sostenute o importante deficit di pompa.
Nei pazienti refrattari a tutte le terapie, che presentino grave disfunzione biventricolare, l'unica terapia possibile è il trapianto cardiaco.